# Al-Barka
Al-Barka è una municipalità di sesta classe delle Filippine, situata nella Provincia di Basilan, nella Regione Autonoma nel Mindanao Musulmano.
Al-Barka è formata da 16 baranggay, fino al 22 maggio 2006 facenti parte di Tipo-Tipo:
- Apil-apil
- Bato-bato
- Bohe-Piang
- Bucalao
- Cambug
- Danapah
- Guinanta
- Kailih
- Kinukutan
- Kuhon
- Kuhon Lennuh
- Linuan
- Lookbisaya (Kaulungan Island)
- Macalang
- Magcawa
- Sangkahan (Kaulungan Island)